# C21H27N3O2
化学式C21H27N3O2（摩尔质量：353.47 g/mol）可以指：
- 美西麦角，CAS号：361-37-5
- OML-632（1-羟甲基麦角酸二乙酰胺），CAS号：114004-70-5
- 甲氧基麦角酸二乙酰胺
  - 12-甲氧基麦角酸二乙酰胺，CAS号：50484-99-6 
  - 13-甲氧基麦角酸二乙酰胺，PubChem CID：156727595
  - 14-甲氧基麦角酸二乙酰胺，CAS号：？
- 布雷非德菌素C，Pubchem CID：5325980

|  | 这个同类索引页列出了具有相同分子式的化学物（即同分異構體）条目。 除非您是有意链接至本页，否则应将相应条目的内部链接指向正确的条目。 |